# Phoenix onagadori
La Phoenix Onagadori è un'antica razza ornamentale di pollo originaria del Giappone, caratterizzata dalla crescita continua delle penne della coda, che nel maschio può raggiungere la lunghezza eccezionale di oltre 8 metri. Secondo studiosi giapponesi la razza sarebbe nata durante il Periodo Edo nel corso del XVII secolo. La razza si presenta in diverse varietà di colore, è molto famosa per la sua bellezza ma è molto rara, e necessita di cure particolari e costanti.

## Origini
Le origini di questa razza rimangono piuttosto ignote, e la letteratura giapponese non offre nulla di certo al riguardo. Tuttavia i giapponesi sostengono che la Onagadori sia nata durante la metà del Periodo Edo, come mutazione spontanea della Phoenix Shokoku. La tradizione orale ha trasmesso la storia del principe Yamanouchi della Prefettura di Kōchi, nella penisola meridionale dell'isola Shikoku, il quale fece adornare gli elmi e le lance dei propri soldati con lunghe penne di gallo, in onore dell'imperatore Tenno. I sudditi del principe che allevavano i polli a questo scopo erano esenti da tasse. Da questo periodo (1655 circa) in poi, l'allevamento di polli con penne caudali a crescita continua iniziò a svilupparsi sempre di più; Tekeichi Riuemon di Shinohara nella provincia di Kochi è stato una delle più importanti figure nello sviluppo e selezione della razza, per cui il pollo fu chiamato inizialmente Shinoharato, in onore alla città dell'allevatore. Successivamente questi uccelli vennero battezzati Nagaodori, ovvero "pollame onorevole"; in seguito vennero chiamati anche Tosa, in riferimento alla provincia dove venivano maggiormente allevati.
Nel 1857 il botanico Koyu Nishimura pubblicò un libro dove cita ampiamente la razza. Da qui in poi la Onagadori divenne famosa per tutti i giapponesi, e ottenne uno standard di purezza nei primi del Novecento, durante il Periodo di Taishō.

## Caratteristiche morfologiche
La Onagadori rappresenta un fenomeno eccezionale tra le razze avicole, grazie a una combinazione di geni, soprattutto uno chiamato "nm", che causa la crescita continua delle penne caudali. La coda della femmina è lunga, ma non continua a crescere per tutta la vita. 
La testa di questi uccelli è piccola e aggraziata, con una cresta semplice proporzionata al capo. Gli occhi hanno iride rosso arancio e gli orecchioni sono piccoli e bianchi. Il becco è mediamente lungo e i bargigli sono fini e di media grandezza.
Il collo è di media lunghezza, con abbondante mantellina le cui penne, nel gallo, raggiungono il dorso e le ali. Il dorso è lungo e largo, e si assottiglia verso la coda. Le penne del groppone dei galli sono sottili e molto lunghe. Le ali sono lunghe, aderenti al corpo ma leggermente pendenti. La coda è ricca, portata in basso, lunga e quasi orizzontale nella femmina, e con falciformi a crescita continua nel gallo, che possono facilmente superare gli 8 metri di lunghezza; questa penne crescono per tutta la vita dell'animale.
L'addome è pieno, rotondo e prominente. Le zampe sono di media lunghezza, con tarsi sottili e di colore giallo. Il peso va da 2,000 a 2,500 g nel gallo, e da 1,500 a 2,000 g nella gallina.

## Colorazioni
La razza si presenta in diverse varietà di colore: bianca, collo arancio, collo argento, collo oro, nera.

## Qualità
Si tratta di una bellissima razza allevata unicamente a scopo ornamentale e di esposizione. I galli allevati per essere esibiti nelle mostre avicole vengono tenuti su appositi trespoli o in gabbie adatti a non rovinare le meravigliose penne della coda; l'allevatore poi ogni giorno arrotola e lega accuratamente con delle bretelle queste penne sul dorso dell'animale, che viene lasciato libero di scorrazzare per qualche ora. Gli uccelli destinati alla riproduzione solitamente invece vengono allevati senza preoccuparsi dei danni alle penne. Grazie a questa straordinaria caratteristica la Phoenix Onagadori è una razza conosciuta in tutto il mondo, ma sono pochissimi ad allevarla, visto che richiede molte attenzioni. Va da sé che questi polli siano molto rari e anche costosi. Le uova sono bianco crema.